# Coatzingo (kommun)
Coatzingo är en kommun i Mexiko.   Den ligger i delstaten Puebla, i den sydöstra delen av landet, 140 km sydost om huvudstaden Mexico City.
Följande samhällen finns i Coatzingo:
- Coatzingo
- Zaragoza